# 帕蘭達克
帕蘭達克（波斯語：پرندک）是伊朗的城市，位於該國北部，由中央省負責管轄，處於首都德黑蘭西南60公里，距離首府阿拉克165公里，海拔高度1,164米，2006年人口6,184，居民说波斯语和土耳其语。